# كريستوبال فيلا
كريستوبال فيلا (بالإسبانية: Cristóbal Vela)‏ هو رسام إسباني، ولد في 1588 في خاين في إسبانيا، وتوفي في 1654 في قرطبة في إسبانيا.